# Pedro Gonzáles
Pedro Gonzáles Zavala (Barrios Altos, 19 maggio 1943) è un ex calciatore peruviano, di ruolo centrocampista.

## Carriera
Fece parte della Nazionale di calcio del Perù che partecipò al campionato del mondo 1970.